# Джоан Тауерська
Джоанна Тауерська (англ. Joan of The Tower; (5 липня 1321 , Тауер, Королівство Англія  — 7 вересня 1362 , замок Гертфордd, Королівство Англія )) — перша дружина шотландського короля Давида II.

## Біографія
Молодша дочка англійського короля Едуарда II Плантагенета і його дружини Ізабелли Французької. Народилася 1321 року в замку Тауер. У 1324 році через конфлікт між батьками разом зі своєю сестрою Елеонорою Джоанна була передана на виховання дружині Г'ю Диспенсера молодшого Елеонорі де Клер, а пізніше — Ральфу де Монтермеру і його дружини Ізабеллі Гастінгс[джерело?]. Жили дівчатка в замках Пліші та Мальборо. В 1326 році після повалення Едуарда II була повернута матері.
Згідно з умовами Нортгемптонскої угоди Джоанна була видана заміж 17 липня 1328 року за принца Давида Шотландського. Весілля відбулося в Бервіку. 7 червня 1329 року її свекор Роберт I помер, і шестирічний Давид став королем. Подружжя були короновані в абатстві Сконе в листопаді 1331 року.
Після перемоги Едуарда III, брата Джоан,що підтримав претендента на шотландську корону Едварда Балліоля поблизу Хелідон Хілл у липні 1333 року, Давида II і його дружину з міркувань безпеки переправили до Франції. Вони прибули в Булонь в травні 1334 року, де їх зустрів французький король Філіпп VI. Про життя короля і королеви Шотландії на континенті відомо небагато, за винятком того, що вони проживали в замку Шато-Гаяр, а король Філіпп ставився до них шанобливо.
Тим часом прихильники Давида перемогли в Шотландії, і Давид II з Джоанною змогли повернутися до свого королівства у червні 1341 року, коли він взяв кермо влади в свої руки. У 1346 році Давида II взяли в полон у битві біля Невіллс-Кроса (17.10.1346) і залишався в полоні в Англії протягом 11 років. Її брат Едуард III, дозволив Джоанні кілька разів відвідати його в лондонському Тауері, але подружжя було розлучене, дітей у них не було. Після того, як Давид II був звільнений в 1357 році, Джоанна вирішила залишитися в Англії.
41-річна Джоанна померла в Англії через 5 років і була похована в Церкві францисканців (Grey Friars Church) в Лондоні.